# 6-й день
«6-й день» (англ. The 6th Day) — фантастический триллер режиссёра Роджера Споттисвуда совместного американо-канадского производства. Фильм был представлен на кинофестивале в Токио 28 октября 2000 года и вышел на экраны 17 ноября того же года. Главную роль исполнил Арнольд Шварценеггер.

## Сюжет
Пилот Адам Гибсон (Арнольд Шварценеггер) живёт и работает вместе со своим другом Хэнком (Майкл Рапапорт) в недалёком будущем, где возможно клонировать домашних животных, встречаться с виртуальными девушками и играть с куклами-роботами, неотличимыми от людей. Клонирование человека возможно, но запрещено т. н. «законом шестого дня».
Мультимиллионер Майкл Дракер (Тони Голдуин) нанимает Адама и Хэнка для туристического полёта, с медицинским обследованием обоих под предлогом проверки зрения и крови. После полёта Адам приходит в себя в такси, не помня, как в нём оказался, и отправляется по делам — за подарком для дочери (Тейлор Энн Рейд) и чтобы клонировать умершего пса. Однако, придя домой, Адам видит там собственного клона, занявшего его место. Адама пытаются похитить и убить, но безуспешно; тот отправляется к Хэнку.
Хэнка после визита Адама убивает террорист, рассказывающий, что Адама клонировали по ошибке. Активисты против клонирования убили Дракера и, как считалось, всех его сопровождающих, во время полёта; клон Адама был поспешно создан, прежде чем доктор Вейр (Роберт Дюваль) понял, что оригинал жив. Вновь скрывшись от агентов, Адам решает проникнуть в лабораторию, используя чужой отстреленный палец вместо ключа. Встретившись с доктором Вейром, Адам узнаёт, что тот создавал клонов, чтобы заменить умершую жену; кроме того, компания пойдёт на всё, чтобы скрыть смерть её владельца, так как у клона нет прав, и в случае раскрытия клон-Дракер тоже будет уничтожен.
Узнав, что его семью похитили, Адам-клон объединяет силы с самим собой, вместе договариваясь отдать улики Дракеру в обмен на родных. Вейр пытается остановить Дракера, но тот его убивает, обещая клонировать без памяти о произошедшем.
Адама захватывают в плен, и рассказывают, что клон на самом деле — он сам. Отсматривая его воспоминания, Дракер понимает, что Адам-оригинал тоже в здании, но не успевает помешать ему спасти семью. Смертельно раненый, Дракер пытается клонировать себя ещё раз, но повреждённое оборудование создаёт деформированное тело. Оба Адама уничтожают лабораторию вместе с обоими клонами Дракера.
Настоящий Адам устраивает клону новую жизнь в Аргентине. Клон, в отличие от других, не имеет сокращённой продолжительности жизни. Он будет управлять вспомогательным офисом их чартерного бизнеса. На прощание клон Адама дарит семье клонированного кота Хэнка, а настоящий Адам провожает своего клона в полёте.

## В ролях
| Актёр                | Роль                             |
| -------------------- | -------------------------------- |
| Арнольд Шварценеггер | Адам Гибсон / клон Адама Гибсона |
| Майкл Рапапорт       | Хэнк Морган                      |
| Тони Голдуин         | Майкл Дракер                     |
| Майкл Рукер          | Роберт Маршалл                   |
| Сара Уайнтер         | Талия Элсворт                    |
| Венди Крюсон         | Натали Гибсон                    |
| Родни Роуленд        | П. Уайли                         |
| Терри Крюс           | Винсент Бансуорт                 |
| Кен Поуг             | оратор                           |
| Колин Каннингем      | Трипп                            |
| Роберт Дюваль        | доктор Гриффин Вейр              |
| Дженнифер Гэрис      | виртуальная девушка Хэнка        |
| Тейлор Энн Рейд      | Клара Гибсон                     |
| Дон МакМанус         | продавец                         |
| Дон С. Дэвис         | кардинал де Ла Хойя              |

## Производство
Съёмки фильма проходили по большей части в Канаде: в городах Ванкувер и Торонто .
Создатели были вынуждены изменить написание названия фильма «Шестой день» (англ. The Sixth Day) на «6-й день» (англ. The 6th Day), чтобы зрители не путали его с вышедшим годом ранее фильмом «Шестое чувство» (англ. The Sixth Sense).

## Выпуск

### Критика
На Rotten Tomatoes фильм имеет рейтинг одобрения 40% на основе отзывов 117 критиков с оценкой 5,9/10. Консенсус сайта гласит: «Это предложение от Арнольда Шварценеггера содержит интригующую, тревожную предпосылку, но исполнение фильма слишком обыденно и шаблонно, чтобы использовать его на полную катушку». На Metacritic фильм имеет оценку 49 из 100 на основе отзывов 30 критических отзывов . Зрители, опрошенные CinemaScore, дали фильму среднюю оценку «C» по шкале от A+ до F. 
Роджер Эберт из Chicago Sun-Times дал фильму «Шестой день» три звезды из четырех, отметив, что фильм конечно не в той же лиге, что «Вспомнить все» и «Терминатор 2: Судный день», но тем не менее его можно отнести к серьезному научно-фантастическому фильму. Он также обнаружил проблемы с клонированием, показанным в фильме, заявив, что «[его] проблема с обоими процессами заключается в том, что, хотя полученный клон... может знать все, что знаю я... но я сам все еще буду здесь, в старом контейнере». Кеннету Турану из Los Angeles Times не понравился общий вид фильма и то, как Шварценеггер играет героя боевика. Он дал фильму две звезды из пяти. Тодд Маккарти из Variety назвал его: «В основном стандартным боевиком с Арнольдом Шварценеггером последних лет, приправленный жутко правдоподобным углом клонирования». 

### Театральная касса
Премьера фильма «Шестой день» состоялась на Токийском международном кинофестивале. Фильм вышел в прокат 17 ноября 2000 года. И сразу оказался на 4 позиции, собрав $13 млн в первый уикенд. В конечном итоге он собрал $34 млн в Северной Америке и $96 млн по всему миру, в то время как Variety сообщает о $116 млн. 

### Награды и номинации
В 2001 году фильм был номинирован на премию «Сатурн» в четырёх разных категориях: «Лучший научно-фантастический фильм», «Лучший актёр» (Арнольд Шварценеггер), «Лучший грим» и «Лучшие специальные эффекты», но не получил ни одной награды. В 2003 году актриса Сара Уайнтер также получила номинацию в категории «Лицом к будущему» за свою работу в «6-м дне» и телесериале «24 часа».
Арнольд Шварценеггер получил сразу три номинации на «Золотую малину» в 2001 году в категориях «Худший актёр» (за исполнение роли Адама Гибсона), «Худшая экранная пара» (за исполнение ролей Адама Гибсона и его клона) и «Худший актёр второго плана» (за исполнение роли клона Адама Гибсона).
В 2011 году фильм был внесён в список самых недостоверных фантастических фильмов по версии НАСА.

## Новеллизация
В 2000 году Терри Биссон написал на основе сценария Кормака и Марианн Уибберли одноимённый роман.